# Annosław (przystanek kolejowy)
Annosław – wąskotorowy kolejowy przystanek osobowy w Pągowie, w gminie Biała Rawska, w powiecie rawskim, w województwie łódzkim, w Polsce. Jest usytuowany w trójkącie utworzonym przez dwie lokalne szosy oraz tor kolejowy. Obsługuje ruch turystyczny.